# Klaus Zapf

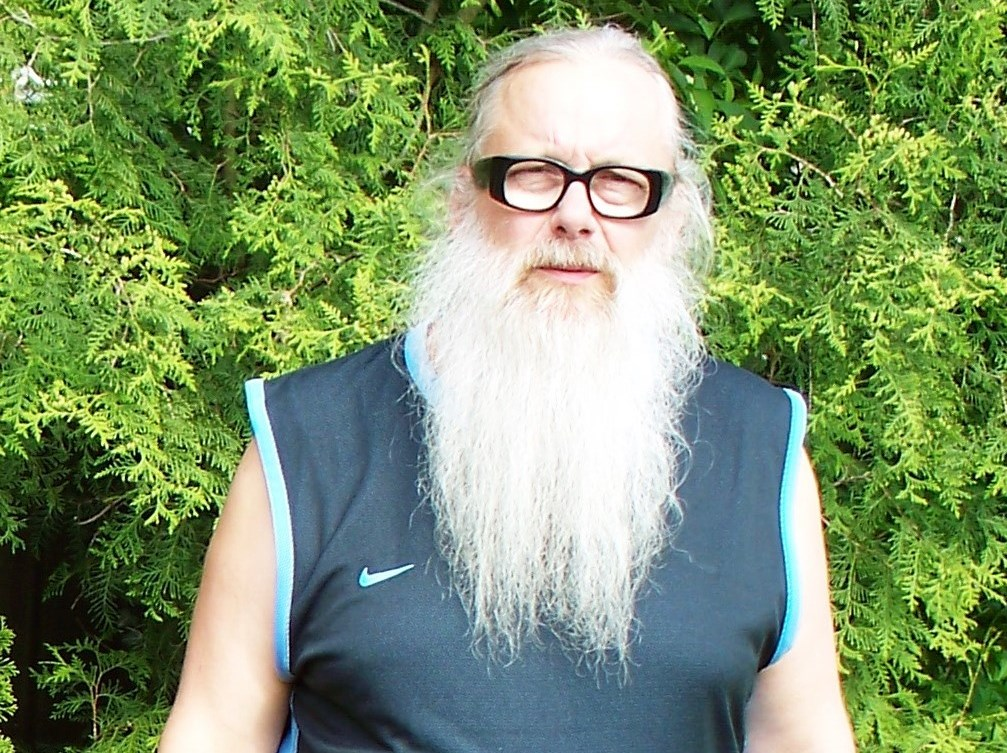
Klaus Zapf, 2009

Klaus Emil Heinrich Zapf (* 17. Mai 1952 in Bad Rappenau; † 20. August 2014 in Eppingen) war ein deutscher Umzugsunternehmer sowie Gründer und ab 1990 Alleineigentümer der Firma Zapf Umzüge in Berlin. Der West-Berliner Stadtteil Kreuzberg hatte sich in den Jahrzehnten vor dem Fall der innerdeutschen Mauer zum Zentrum alternativer Geschäftsideen und sozialer Gesellschaftsutopien entwickelt. Klaus E. H. Zapf und studentische Genossen gründeten dort 1975 ein Umzugskollektiv.
Nachdem Zapf „die größte auf Möbelumzüge spezialisierte Spedition in Berlin“ aufgebaut hatte, zog er sich 2000 nach gesundheitlichen Problemen schrittweise aus dem Tagesgeschäft seiner Firma zurück. Danach betrieb er eine Agentur, mit der er gegen nach seiner Auffassung gravierende Missstände in der Finanzwelt anging.

## Leben
Klaus E.H. Zapf wuchs im nordbadischen Eppingen auf. Das Gymnasium verließ er ohne Abitur. Um dem Wehrdienst in der Bundeswehr zu entgehen, zog Zapf 1972 nach West-Berlin und schrieb sich mit kleiner Matrikel an der Freien Universität für das Fach Rechtswissenschaft ein. Parallel arbeitete er für seinen Lebensunterhalt im Ausschank einer Kreuzberger Kneipe und als Möbelpacker.

## Unternehmensgründung
„Er kaufte sich einen gebrauchten Ford Transit und begann, Keller auszuräumen. […] Zapf wurde zum Etikett eines alternativen Umzugskollektivs von Dauerstudenten, angehenden Ärzten, Hausbesetzern und Paradiesvögeln, die selbst dem Möbelschleppen noch ein politisches Ansinnen abringen konnten.“
„Das Firmenzeichen, eine Weltkugel, klaut Zapf bei dem für seine Gutmütigkeit berühmten Tagesspiegel. Dessen Motto ‚Rerum cognoscere causas‘ [„Die Ursachen der Dinge erkennen“] wird in der ersten Zeit auf der Weltkugel durch ‚Mens agitat molem‘ ersetzt. Der Geist bewegt die Masse.“ Der ‚Diebstahl‘ wurde mit Humor quittiert und seitdem mit einem umfangreichen Kompensationsgeschäft ‚Werbung gegen Werbung‘ besiegelt. „Fürs Logo nahm das Kollektiv die Farben der Packung ‚Reval‘ auf dem Tisch.“

### Frühe Jahre
In der 1970er Gründungsphase war das Kollektiv Teil der Expansion der Alternativbewegung in West-Berlin. Zapf schuf sich für Umzüge und Transporte aller Art infolge seiner umstandslosen und fairen Preiskalkulationen eine starke Klientel und durch den sozialistischen Ansatz – Zapf Transporte „im Besitz der Belegschaft“ – Sympathien, die noch bis zur Wendezeit tragfähig waren.
Bei den Umzüglern erschien der Chef persönlich, durchschritt die Wohnung und nannte nach kurzer Überlegung den definitiven Preis und einen Termin.
Bestehende Speditionen konnten in Preisgestaltung, Arbeitsorganisation und auch Zuverlässigkeit in Zapfs Tätigkeitsfeldern kaum mehr mithalten. Selbstverständlich galt Zapf als „links“, doch das waren 40.000 Menschen in 1.200 Berliner Alternativprojekten auch.
Der Gründer galt als Organisationsgenie und bewies eine gute Hand in der Auswahl seiner ‚Jobber‘, die zumeist Studenten waren und neben einem breiten Kreuz zum ‚Packen‘ in ihren Fächern – Betriebswirtschaft, Jura, Ingenieurwissenschaften – oft diese Qualifikationen ins Unternehmen mitbringen konnten.
„Ende der siebziger Jahre begann Zapf mit ersten Auslandsumzügen und baute die Abteilungen europäischer Fernverkehr und Übersee auf. Dabei halfen ihm Betriebswirte und Diplomingenieure, die in der ersten Generation bei Zapf jobbten.“

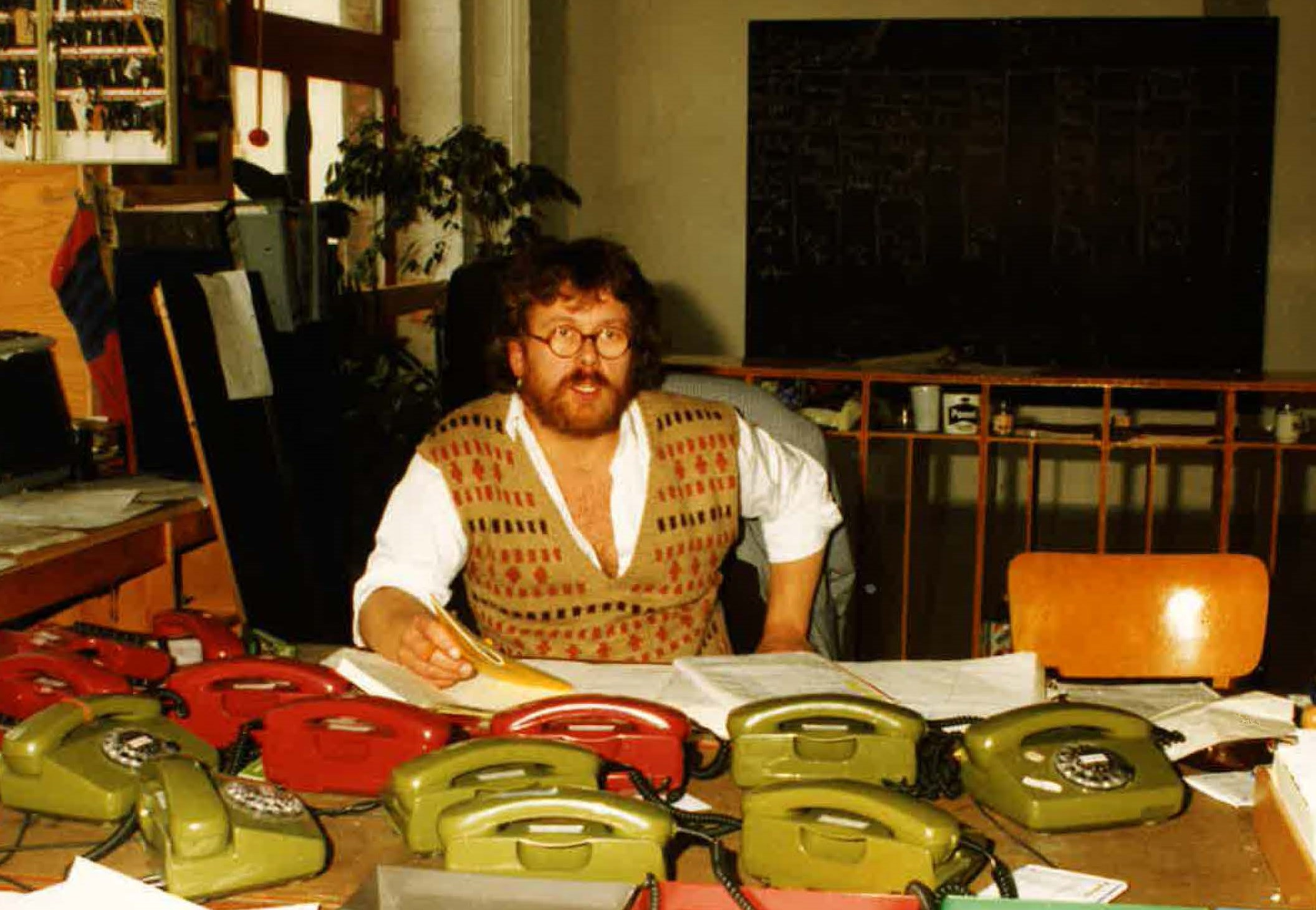
Klaus Zapf im Büro, 1985

### 1980er Jahre
Damit hatte auch eine Zeit des konfliktreichen Umbruchs begonnen: „1979 überstieg der Zapf-Jahresumsatz erstmals die Millionengrenze. Die Firma erreichte eine Größe, für die eine Kultur der permanenten Diskussion unproduktiv ist. Zapf machte die gleichen Erfahrungen wie andere Alternativbetriebe.“ Das Unternehmen stand „1982 kurz vor der Pleite. Nach diversen Querelen zahlte Zapf die Miteigentümer nach und nach aus, machte die Kooperative zur GmbH und sich selbst einen Ehrgeiz daraus, seine Leute in reguläre Arbeitsverhältnisse zu bringen.“ Zudem hatte Zapf Mitte der achtziger Jahre mit mittlerweile harter Konkurrenz auf dem Umzugsmarkt zu kämpfen.

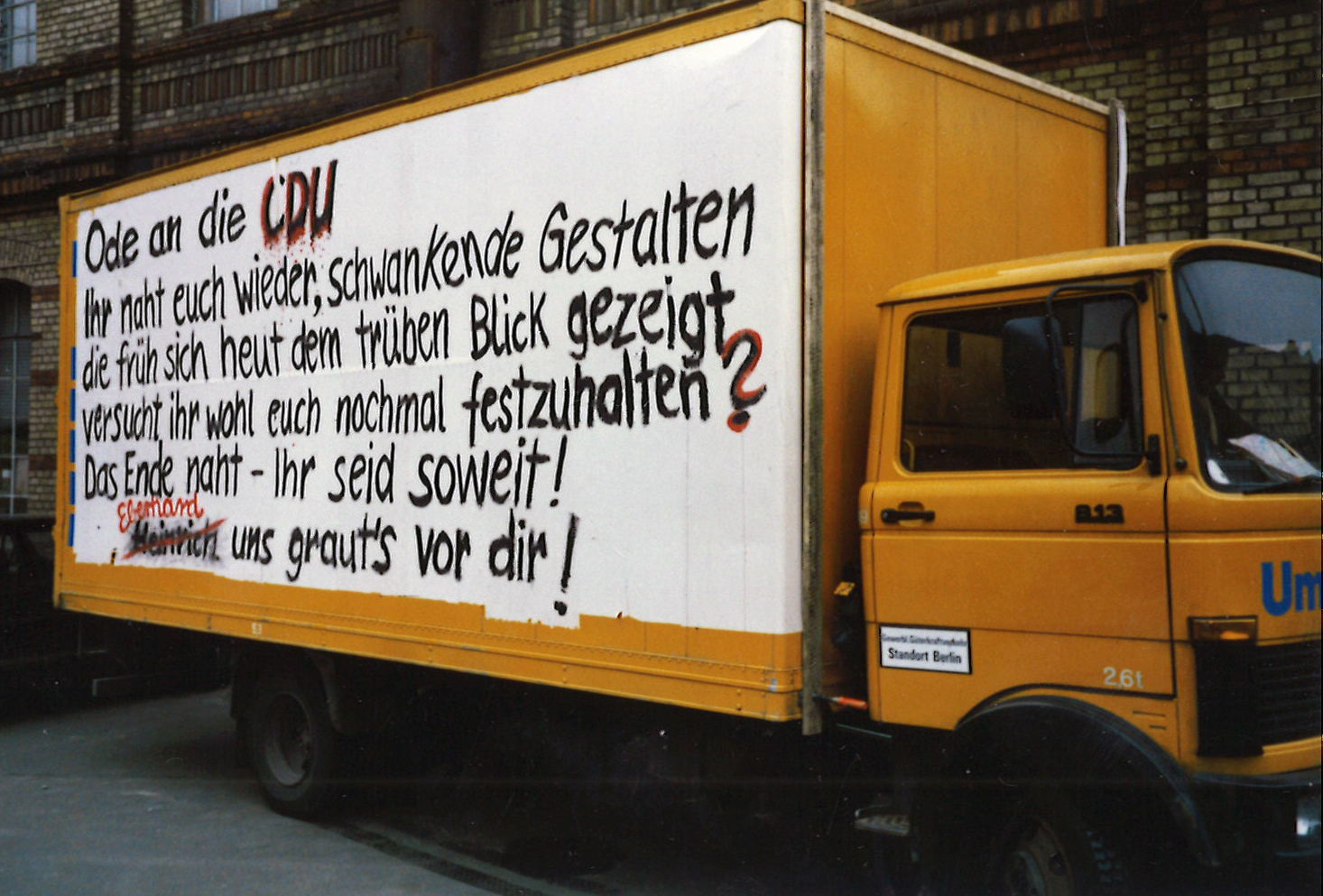
Lkw zur 1. Mai-Demo 1986 mit Slogan zum Regierenden Bürgermeister Eberhard Diepgen

Für die öffentliche Wahrnehmung sorgte jedoch in Berlin die Präsenz der Zapf-Fahrzeug-Flotte seit den späten 70er-Jahren unentwegt; in den 80ern – „Zwischen den Touren wurden sie mit Megaphonen bestückt und fuhren bei den Häuserkampfdemos mit.“ – waren bereits einige Standorte in Westdeutschland gegründet:
„Zapf betrieb, was man heute Outsourcing nennt. Ehemalige studentische Möbelpacker gründeten nach ihrem Uni-Abschluss eigene Filialen in Stuttgart, Freiburg, Hamburg.“
Dies war eine kooperative Seite der Problemlösung um das Sagen in der Firma. Durch die Aufhebung des Beteiligungsprinzips „reduzierten sich die Konzeption und Umsetzung unternehmerischer Entscheidungen auf einen kleinen Kern der Stammbelegschaft. Zwar blieben Hierarchien unbedeutend, aber die Firma wurde strukturiert und professionalisiert.“
Ein Konkurrent Zapfs: „‚Er hat immer alle wichtigen Entscheidungen getroffen und sich dabei am Markt orientiert.‘ Keiner kennt den Markt so gut wie Zapf. Und kaum einer sei so hart, aber gleichzeitig fair. Hart zum Beispiel dann, wenn es um unerlaubte Werbung geht. […] Auch gegen die Schwarzarbeit in seinem Gewerbe geht er mit allen Mitteln vor. […] Es klingt nicht nach einer Floskel, wenn Klaus Zapf sagt, er fühle sich seinen Mitarbeitern verpflichtet.“, schrieb die Financial Times Deutschland.

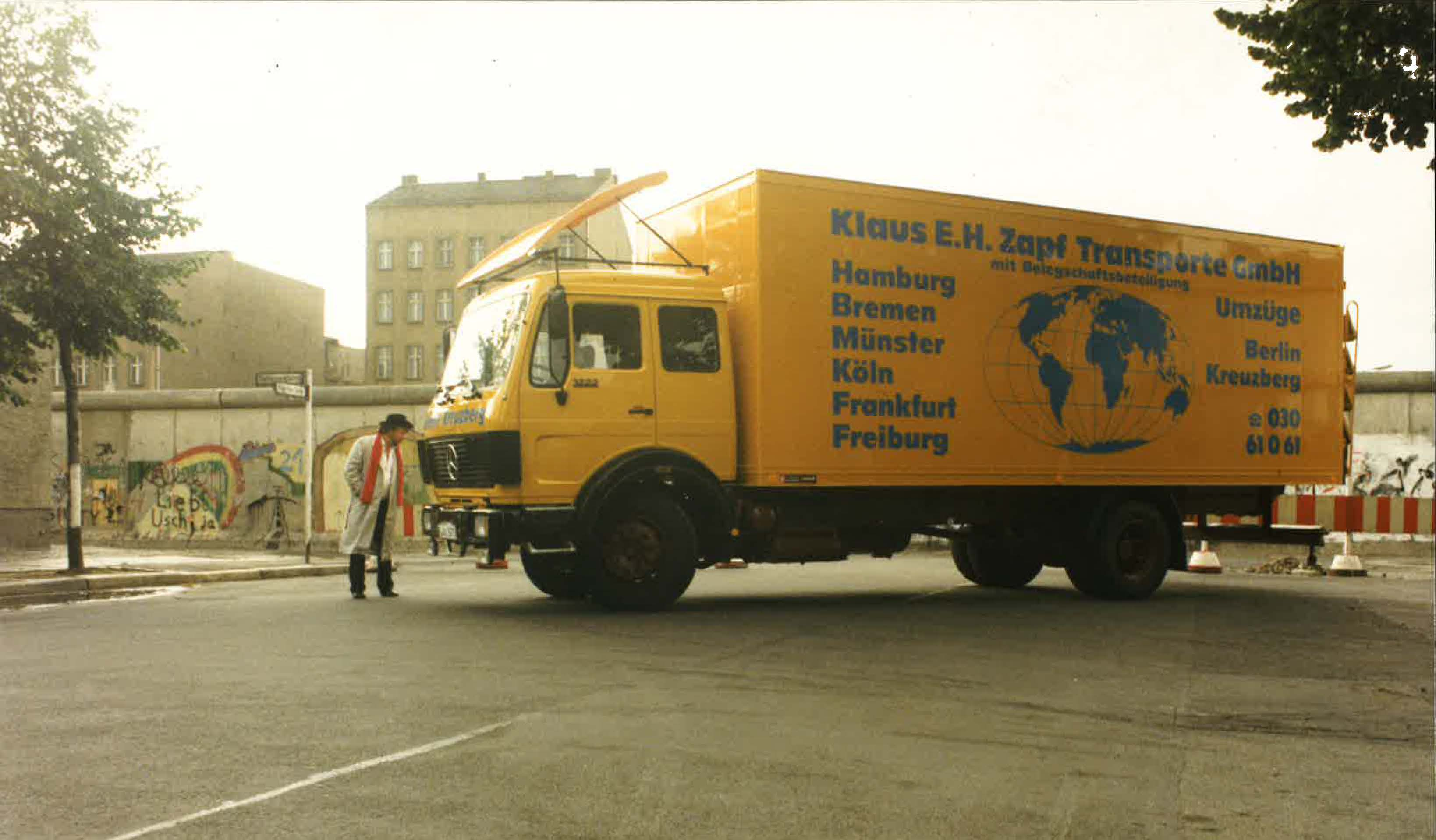
Vor der Berliner Mauer (1980 durch Betonelemente erneuert)

### 1989/90: Die Zäsur
Das Ende des Ost-West-Konfliktes definierte die Lebens- und Arbeitswelt im wieder vereinten Deutschland neu; vor allem in der direkt vereinigten Großstadt Berlin. Wie viele Berliner geriet auch Klaus Zapf in widersprüchliche Gefühle und Situationen:
„Zwar machte ihm das Ende des DDR-Sozialismus ideologisch mächtige Bauchschmerzen, doch es tat nicht so weh, dass er die Gründung einer Filiale in Bonn versäumt hätte. Dort schätzte man später, dass er zwei Drittel des Regierungsumzugs abgewickelt habe.“
Einer Mythenbildung vorbeugend erläutern Zeitzeugen in der Firma heute differenzierter: „Wir haben sehr viele Mitarbeiter nach Berlin gezogen, aber nicht den Bundestag und kaum Ministerien.“
Nach der Wende gelang es Zapf, zahlreiche Fahrer der DDR-Staatsspedition Auto-Trans zu übernehmen: Die ostdeutsche Umzugsfirma „habe viel mehr Angestellte gehabt als er. Mit etwas Geschick hätten sie ihn leicht aus dem Geschäft blasen können. Und so sei er hingegangen und habe dem Konkurrenten die Leute abgeworben.“ Der VEB Auto-Service Berlin war zu diesem Zeitpunkt schon in Abwicklung.

## Unternehmer und Innovator

### 1990er Jahre
Es folgte ein Umzugsboom mit dem Abzug der Westalliierten und es gelang Zapf mit technischen Neuerungen (Wechselcontainer), die Verlegung von Großunternehmen und Institutionen ohne eine nennenswerte Unterbrechung von Arbeitszeiten zu organisieren: „Mit der Wiedervereinigung schließlich gelingt Zapf der Durchbruch, als Referenzen gibt er Umzüge des deutschen Herzzentrums oder der Allianz-Versicherung an, als 1998 elf Berliner Allianz-Filialen mit insgesamt 2500 Arbeitsplätzen an nur drei Wochenenden in die Treptowers umzogen.“
„Die Spedition ist Nummer eins in ihrer Branche, nicht nur in Berlin, sondern in Deutschland. 12.000 Umzüge im Jahr. 20 Millionen Mark Umsatz. 270 Beschäftigte.“

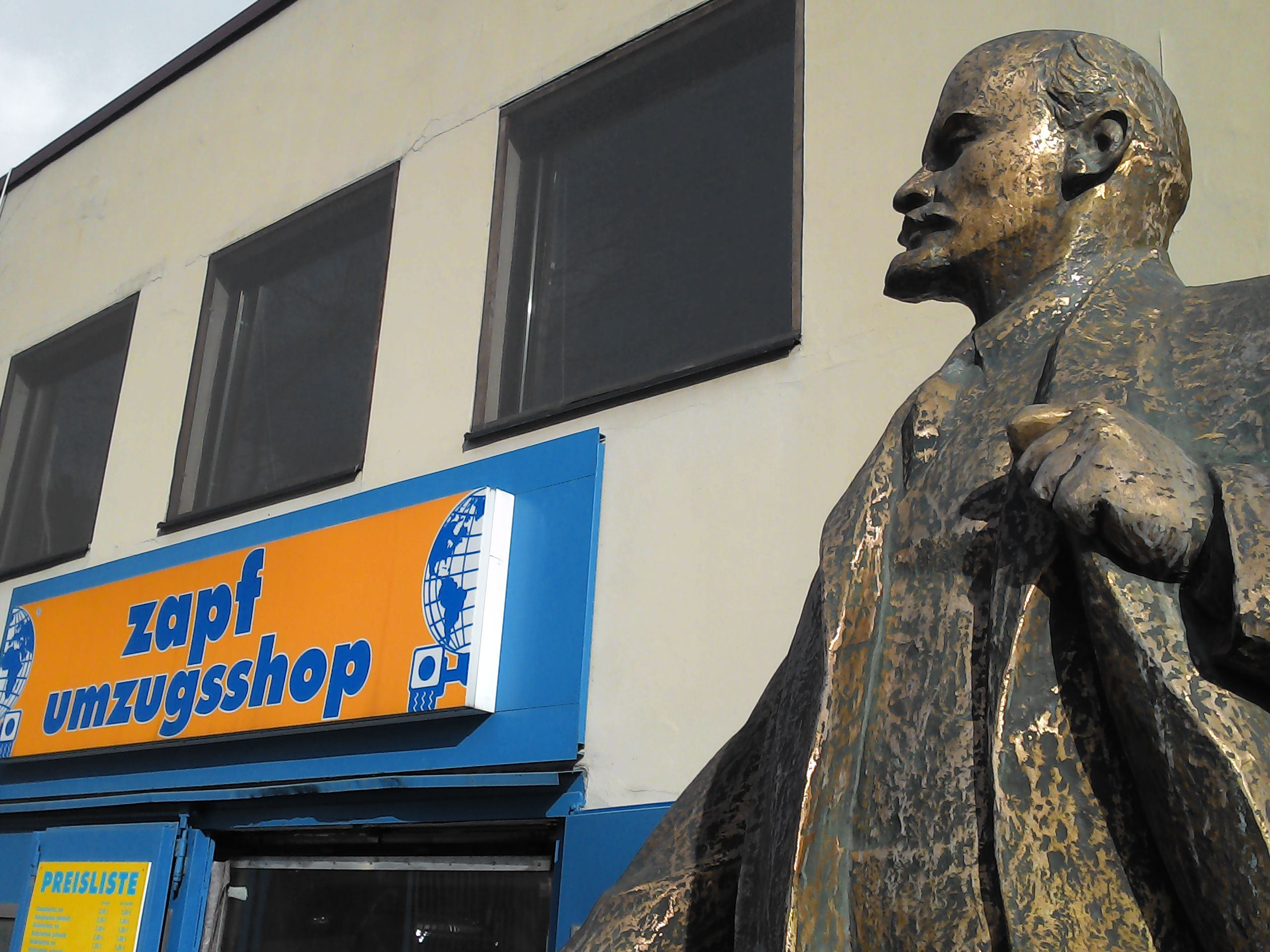
Lenin noch vor dem Kreuzberger Sitz, 2016.

### Reminiszenz an den Osten
Gegenüber der nun gesamtberliner Zeitung Neues Deutschland – früher „Zentralorgan der SED“ – behauptet Zapf noch 2005, dass „bei ihm im Umzugsbereich […] 90 Prozent Ossis, im Bürobereich 75 Prozent (arbeiten). Er findet, daß Leute aus dem Osten besser ausgebildet sind und psychisch robuster sind als Westberliner, die sich schon immer ‚für etwas Besseres‘ hielten. […] Mittlerweile, befindet Zapf, hätten sich Ostler und Westler aber schon angeglichen.“
„Vor dem Hauptsitz der Umzugsfirma ‚Zapf‘ in Berlin-Neukölln befindet sich ein einzigartiges Lenindenkmal. […] Zapf soll das Bronzestandbild von einem russischen Kunden als Garantie für ein Darlehen erhalten haben.“ Der Kredit wurde nie zurückgezahlt und Zapf behielt die Skulptur. Es handelt sich „vermutlich um ein aus dem öffentlichen Raum entferntes Denkmal […] nach der Vorlage einer Skulptur des Bildhauers Nikolai Tomski.“

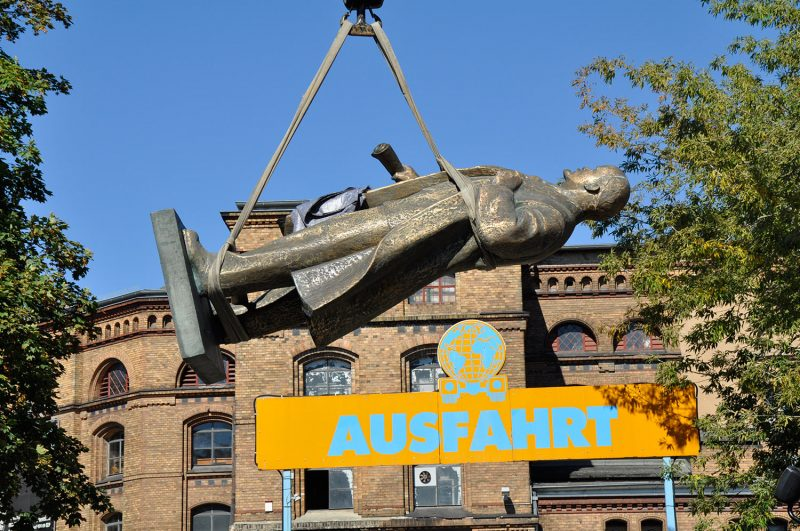
Die Leninstatue beim Umzug nach Neukölln (Abholung Mitte 2016)

In einem Interview erklärte Zapf, Lenin sei 1917 von den Deutschen in einem verplombten Zug nach Russland transportiert worden „und gehöre also als Produkt eines gelungenen Speditionsauftrages zur perfekten Einrichtung seiner Umzugsfirma.“

## Unternehmer und Millionär
Der scheinbare Widerspruch von Alternativunternehmer und auch finanziell erfolgreichem Firmenchef bewirkte ein starkes öffentliches Interesse an seiner Person, das in der Fragestellung von Medienvertretern auch einen Wandel in seinen Anschauungen vom Antikapitalisten hin zum Vertreter des Establishments unterstellte:

„Mit seinem Rückzug aus dem Tagesgeschäft hat Klaus Zapf ein neues Kapitel aufgeschlagen, auch als Unternehmer. Denn er hat ein unbekanntes Betätigungsfeld entdeckt, die Börse: […] ‚Der Return on Investment ist so viel schneller zu realisieren als mit qualifizierten Investitionen in meiner Branche‘, sagt er. […] Geht es am Ende doch ums Geld? Spricht so ein Antikapitalist? Klaus Zapf spricht so. Good Bye Lenin.“

Dieser Kommentar war rhetorisch, Zapf hatte diese Vermutung der Untreue an Idealen bereits in einem vorhergehenden Pressegespräch geklärt:

„‚Sie (sind) sich als Mensch treu geblieben […], obwohl Sie ihren ideologischen Standort radikal gewechselt haben – vom überzeugten Sozialisten zum erfolgreichen Kapitalisten, der 20 Millionen Euro im Jahr umsetzt?‘ Zapf: ‚Ich habe meinen Standort nie gewechselt. […] Ich fungiere nur als Kapitalist, im Herzen bin ich keiner.‘“

Als seriöser Unternehmer angesprochen wurde er selten – wenn, dann sagte er zum Standort Deutschland, was zu wenig geschätzt würde, das sei die Rechtssicherheit (Nikos Späth). Und: „In Deutschland sind die Straßen und Autobahnen immer noch als vorbildlich zu bezeichnen, nirgendwo sonst gibt es diese Qualität im Straßenbau, nirgendwo wird so viel Geld dafür bereitgestellt.“
Zur Umschichtung von Transporten auf die Bahn, sagte Klaus Zapf: „Eine verstärkte Verlagerung von Gütern auf die Bahn ist natürlich möglich. Unser Unternehmen bewältigt bereits die Hälfte der Fernumzüge auf der Schiene – bei Kosteneinsparungen von 35 Prozent! Nur deshalb können wir uns die Einhaltung der gesetzlichen Bestimmungen und die Lenkzeitenregelungen überhaupt leisten. Das bringt dem Unternehmen Zapf auch die notwendige Rechtssicherheit.“

### Rückzug aus dem Betrieb
Aus gesundheitlichen Gründen zog sich Zapf bis 2002 nach und nach aus dem Tagesgeschäft, vor allem dem Außendienst in der Firma zurück. Sein Büro im Betrieb behielt er bei. Er griff sein Jurastudium auf und befasste sich mit dem Börsenrecht.

## Klaus Zapf als Aktionär
Es gibt keine Hinweise darauf, dass Zapf vor seiner Auszeit aufgrund von Krankheit und Regeneration, über seine Firmenaktivitäten hinausgehende unternehmerische Ambitionen besaß. Dass er nun als Altlinker sich nicht auf ein Rentnerdasein verlegte, wollten manche Journalisten nicht glauben, doch lag es in seinem Wesen, dass er sein Vermögen nutzen würde, nicht nur durch Spenden und Investitionen in den Neuen Markt karitativ zu wirken, sondern schon eher um in einer Branche zu intervenieren, die Seinesgleichen sonst nicht zugänglich war: In den Kreisen des Großkapitals.

### Intervention an der Börse
Ende 2004 hatte Zapf eine weitere Firma gegründet. Nachdem das Finanzamt die erste Namenskreation „August Eppingen“ abgelehnt hatte, hieß das Unternehmen „Pomoschnik Robotajet GmbH“ – vom Russischen auf Deutsch übertragen: Hilfsarbeiter.
Nachdem er zunächst beim Versuch der Rettung eines insolventen Unternehmens die Sinnlosigkeit eines derartigen Vorhabens einsah, konzentrierte er sich darauf, rechtlich angreifbare Entscheidungen von Vorständen auf Hauptversammlungen anzufechten. Mit entsprechenden Klagen konnten dann Entscheidungen bis zum Abschluss der Gerichtsverfahren zurückgesetzt werden.
Die neue GmbH stellte nun die Basis der Aktivitäten Zapfs dar – von der Unternehmensrecherche, der steuerlichen Regelung bis zur Verhandlungsführung. Da sich beklagte Unternehmen oft nicht auf langwierige juristische Prozessführungen einlassen wollten, kam es zu Vergleichsangeboten, die Zapf zugunsten der Kleinaktionäre dirigierte: Verbesserung von Abfindungen beim Squeeze Out, der zwangsweisen Abfindung von Kleinaktionären, oder bei der Ausschüttung von Gewinnanteilen zum Ausgleich der steuerlichen Benachteiligung gegenüber Großaktionären.
In der Finanzpresse kam es zu Erörterungen darüber, ob Zapf mit seinem Unternehmen Pomoschnik Robotajet die Stellung von Kleinaktionären verbessern oder – wie es sogenannten Berufsklägern unterstellt wurde –, mit den Klagen und folgenden außergerichtlichen Vergleichen hohe Gewinne erzielen wollte.
Er selbst meinte zwar: „Es sei traurig, dass er mit seinen Finanzbeteiligungen weitaus mehr verdiene, als wenn er Geld in das Unternehmen stecke.“, doch ließ er noch 2012 den Vorwurf unverhältnismäßiger persönlicher Gewinne nicht gelten: „Ich hatte noch nie Einkünfte aus Klagen. Und ich werde jedes Jahr geprüft als Kreuzberger Gutverdiener.“
Verständnis zeigte die Wirtschaftswoche: „Gegen Geldverdienen selbst spricht schließlich nichts – auch bei Anlegerschützern und Berufsklägern.“

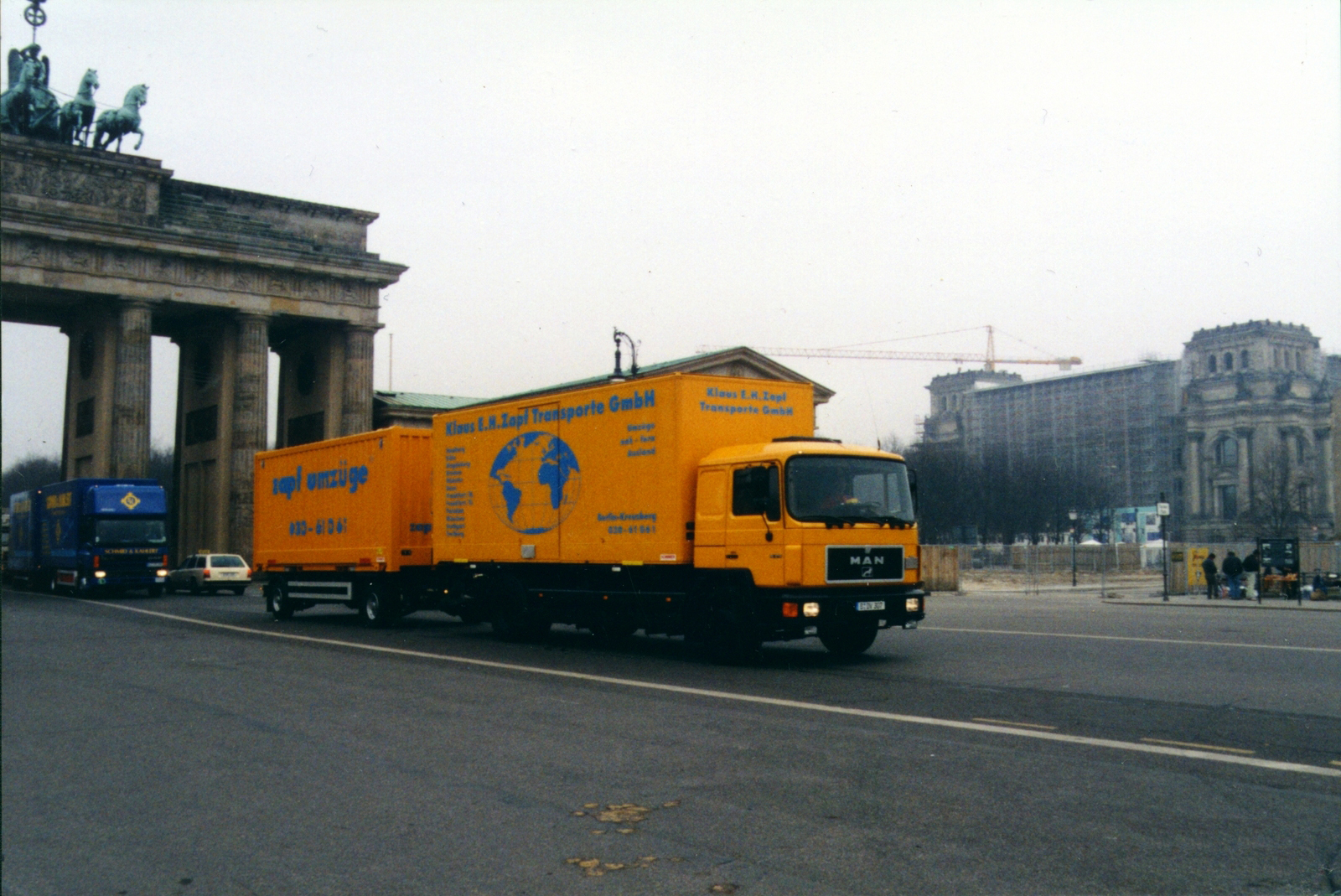
Lastzug beim Brandenburger Tor (2008)

### Kläger gegen Aktiengesellschaften
„Klaus Zapf hat die Altana verklagt, Windsor, Senator, Axel Springer, AXA, Intertainment, Karmann, die Bremer Wollkämmerei und diverse andere Aktiengesellschaften.“ [2008].
Aufsehen erregte (2007) der Vorgang beim Pharma- und Chemiekonzern Altana, dessen Vorstand es in Zapfs Augen versäumt hatte, ausreichend in die Entwicklung von Medikamenten zu investieren, und die Pharmasparte schließlich verkaufte. Während die Großaktionärin Susanne Klatten ihren Anteil der Ausschüttung steuerfrei verbuchen konnte, weil sie die Aktien in eine Beteiligungsgesellschaft eingebracht hatte, mussten die Kleinaktionäre ihren versteuern. Daraufhin kritisierte auch der Schutzverband der Kleinanleger (SdK), der Verkauf sei auf die Bedürfnisse von Susanne Klatten zugeschnitten gewesen. Zapf klagte, der Prozess begann am 2. Oktober und der Vorstand von Altana musste sich vor dem Landgericht Frankfurt am Main verantworten. Doch die Klage wurde abgewiesen.
Das Vorgehen der sogenannten Berufskläger wurde rechtlich eingegrenzt, doch blieb deren Einschätzung widersprüchlich: „Die Kläger selbst sagen, es gehe ihnen darum, Fehler des Managements zu dokumentieren. […] Wer es dabei allein auf Klagen angelegt hat und wer hier wirklich Aktionärsdemokratie verlangt, ist unklar. ‚Die Grenze zwischen Berufsklägern und Kleinaktionären, die berechtigte Anliegen haben, ist fließend.‘“.

### Konfliktführung (Öffentlichkeit & Justiz)
Schon seit 2007 hatten in einer Art ‚öffentlicher Kampagne‘ Finanzkreise, Wirtschaftsinstitute und politische Fraktionen Zapf als Kläger ins Visier genommen, weil klar wurde, dass persönliches Gewinnstreben ihn nicht motivierte. Eine politische Strategie ließ sich jedoch auch nicht unterstellen. Es schienen ihn die Methoden zu verärgern („Aktionäre verarschen“). Zum anderen war auch Verteidigern der Aktionärsrechte bewusst, dass nicht weiterhin aus nichtigen Gründen – auch wenn sie der Nachlässigkeit oder einer Vorteilsnahme der Vorstände auf Hauptversammlungen zuzuschreiben waren – wichtige Entscheidungen wie Kapitalerhöhungen durch die Blockierung der Handelsregistereinträge langfristig verhindert werden sollten. Vom Gesetzgeber wurde 2005 und 2009 das Aktienrecht geändert.
2010 unterlag Zapf einer Schadenersatzklage der Real Estate International Investment AG aus dem Jahr 2007 durch das Landgericht Frankfurt am Main.
In Zapfs Prozessen um Schadensersatz war mit den Gerichtsurteilen noch nicht das letzte Wort gesprochen, denn nach einer Information 2020 aus der Firma Zapf Umzüge, konnte keine der betroffenen Firmen nachweisen, dass ihr ein Schaden entstanden war. Zapf habe nie Schadensersatz bezahlt.
2012 wurde die Sachlage im Aktienrecht insgesamt eher ausgleichend bewertet – zwar sei „das Störpotenzial […] noch immer groß“, man solle jedoch „den Vermögensschutz der Kleinaktionäre besser stärker“ und „eine sinnvolle Kontrolle von Großkonzernen […], diese sogenannte Polizeifunktion, den größeren Aktionären überlassen“. Doch „das Bundesjustizministerium [sah] keine Veranlassung, den ‚Berufsklägern‘ im Aktienrecht noch weiter auf die Pelle zu rücken.“

### Die Haltung des Klägers Zapf
Noch 2012 ließ Zapf sich nicht auf ideologisches Weltverbesserertum festlegen: „Es geht mir nicht darum, für Aktionärsdemokratie zu kämpfen, das ist mir zu abstrakt und idealistisch“, sagt Zapf. „Ich mache das zum Teil aus Lust und Laune heraus. Es ist meine Grundhaltung, vermeintliche Maximalleister und Autoritäten ein Stück weit zu hinterfragen und vorzuführen.“
2001 aus der Geschäftsführung ausgeschieden und nur noch Teilhaber – aber Privatier, so findet er, sei die falsche Bezeichnung für ihn. Ein räuberischer Erpresser, wie die Berufskläger auch genannt werden, sei er genauso wenig. „Natürlich lasse ich mir die Butter nicht vom Brot nehmen.“ […] Er wolle den Wirtschaftseliten zeigen, dass sie sich nicht alles auf Kosten der anderen erlauben können. Zapf spricht […] über die Verantwortung der Vorstände und die Feigheit, mit der sie sich davor drückten. Er beklagt die Kleinmütigkeit der Politiker, wenn es darum gehe, die Wirtschaftseliten in ihre Grenzen zu weisen, weil sie eigentlich selbst dazugehören wollten. Aber wenn er über seine eigene soziale Verantwortung spricht – und Spenden vor allem als ein Herumdoktern an Verfehlungen der Politik versteht –, dann klingt er trotz seiner Vergangenheit als Kandidat der Berliner Alternativen Liste wie ein wertkonservativer Unternehmer. „Soziale Verantwortung“, sagt er, „bedeutet, dass ich niemanden übervorteile, dass ich die Interessen der Kunden, der Mitarbeiter und meine eigenen zusammenbringe.“

### Zapf und die Berliner
Die Kritik der Finanzwelt tat der Beliebtheit Zapfs bei der Mehrheit der Bevölkerung keinen Abbruch: „Die Berliner sahen in ihm einen Querdenker. Aber eben auch einen Mann mit Prinzipien. Investiert hat er auch in Unternehmen im Solarbereich oder in Gewerbeimmobilien, ganz bewusst allerdings nicht in Wohnungen. An solchen Spekulationsobjekten wolle er sich nicht beteiligen.“ Schon 1998 – nach einer Umfrage des Tagesspiegels – kannten 62 Prozent aller Berliner die Firma Zapf Umzüge. 2010 sollen es schon 80 Prozent gewesen sein.
Persönlich anspruchslos machte er sich mit seinen Einsichten ins Wesen und die Sitten der rastlos umziehenden Berliner zum beliebten Interviewpartner:
„Vor uns Umzugsunternehmern jedenfalls sind wirklich alle Menschen gleich. Hoch und niedrig. Politiker und Sportler. Selbst die Leute von der Springer-Presse ziehen wir um.“ (Frage:) Und? Was passiert da so? „Von mir erfahren Sie nichts. Ich erzähle Ihnen höchstens, dass wir mal irgendwo ein Klavier ins falsche Stockwerk geschleppt haben. Aber auch das ohne Namen. […] Die Leute mögen uns halt, weil sie wissen, dass wir die Klappe halten. So einfach ist das. Außerdem legen wir auf Ausbildung Wert und haben einen Betriebsrat. Das gibt es ja nicht häufig in dieser Branche.“

## Letzte Jahre
Sein Rückzug aus dem operativen Geschäft nach den Gesundheitsproblemen 2000/2001 schloss seine Präsenz in der Firma und in der Beratung nicht aus. „Für den Fall der Fälle hat er vorgesorgt. ‚Wenn der oberste Disponent ruft, musst du bereitstehen‘, sagt er. Dann sollten seine engsten Getreuen – allesamt frühere Möbelpacker – ‚die Bude‘ leiten.“
Klaus Zapf starb an einem auf den ersten im Jahr 2000 erlittenen weiteren Herzinfarkt am 20. August 2014 in Eppingen im Familienkreis.
Nach einer Trauerfeier im badischen Eppingen wurde „die Urne mit seinen sterblichen Überresten in einem Friedwald in oder bei Berlin bestattet.“

„Eine der umstrittensten Figuren der deutschen Aktionärsszene ist tot: Der Unternehmer Klaus Zapf, einer der bekanntesten Klageaktionäre Deutschlands, ist im Alter von 62 Jahren einem Herzinfarkt erlegen. Namhaften Großkonzernen ist die Streitlust des Altlinken teuer zu stehen gekommen.“

## Privates
Seine erste Frau bis 1990 war die Schauspielerin Barbara Frey. Nach der Scheidung verheiratete er sich im Zusammenhang mit einer Kleinanzeige, die ihm neben einer eigenen Annonce in dem Wochenblatt „Zweite Hand“ auffiel – nach seinen Worten: „‚Suche Millionär‘ stand da […] unter der Rubrik Partnerschaften. Zapf war neugierig und antwortete: ‚Ich denke, daß ich auf ihre Anzeige in Frage komme.‘ Man traf sich, Heirat folgte und das Kind.“
2005 meldete die Berliner Morgenpost: „Der Unternehmer ist seit 1994 verheiratet und Vater einer sechsjährigen Tochter.“
Am 27. Juni 2014 heiratete er in dritter Ehe Ingrid Reimold. Im August 2014 starb er während eines Heimatbesuchs in Eppingen. Sein Grab befindet sich auf dem Kirchhof St. Bartholomäus in Berlin.
2020 fasste eine Redakteurin im Lokalressort der Zeitung seines Heimatortes sein Leben zusammen:

„Klaus Zapf, 1952-2014: Er war ein Mann voller vermeintlicher Gegensätze: Der millionenschwere, linke, anti-kapitalistische Unternehmer Klaus Zapf. Aufgewachsen in Eppingen zog es den jungen Zapf Anfang der 70er nach Berlin, um der Wehrpflicht zu entgehen. Zunächst verdiente er sich als Bierzapfer und Möbelpacker etwas Geld dazu, studierte Jura und begann, Umzüge zu organisieren. 1975 gründete er dann sein eigenes Umzugsunternehmen und wurde damit Millionär. In der politisch linken Szene fühlte er sich zu Hause und war mit Rudi Dutschke bekannt. Trotz seines Reichtums machte er sich nicht viel aus Geld, wollte es gar gänzlich abschaffen. Außerdem spendete er an die Obdachlosenhilfe.“

## Mythen, Geschichten, Sprüche und Anekdoten
Bekannt war Zapfs Offenherzigkeit und (Berliner) Originalität – in Interviews und auch im Fernsehen sorgte er einige Jahre lang für breite Unterhaltung: Bundesweit bekannt wurde er als gelegentlicher Talkshow-Gast.

### Pfandflaschen
„Er selbst lebte nach eigenen Angaben ein bescheidenes Leben. ‚Reich ist man, wenn man mehr hat als man braucht‘, sagte er. Mehr als 300 Euro im Monat brauche er nicht. Er lebte in einer kleinen Hausmeisterwohnung. […] Nachts, wenn er nicht schlafen konnte, zog es ihn zuweilen auf die Berliner Straßen. Dort sammelte er Pfandflaschen ein. ‚Wenn ich spaziere gehe, brauche ich was, was mich motiviert‘, sagte er. ‚Also sammle ich Pfandflaschen.‘ Sobald er so eine Flasche sehe, nehme er sie mit.“
Das Pfandflaschen-Sammeln wurde vielzitiert auch zur Unterstellung einer gewissen ‚Penner-Mentalität‘ des Millionärs; zumindest als Zeichen einer eher verächtlichen Handlungsweise. Er gab es als „Hobby“ neben dem Angeln an (D. Nürnberger) und stellte es später ein, da er keine Zeit mehr dafür habe.

### Der Penner
Die BILD-Zeitung hatte ihn direkt gefragt: „Sind Sie schon einmal für einen Penner gehalten worden? – Naja, immer, wenn ich einem von denen was gebe, sagen die: Danke Alter, du hast es aber doch selbst bitter nötig.“
- „Die Umzieherei werde ein gedeihliches Geschäft bleiben, denn die Mobilität nehme zu und die Stabilität menschlicher Beziehungen ab.“ (bei M. Küpper).

- Auch Zapfs Mitarbeiter waren ‚nicht ohne‘ insbesondere aus der Mannschaft von Autotrans, die er selbst als „proletarische Elite“ bezeichnete: „Den Ostberlinern tritt er als einer von ihnen entgegen. Authentisch großberlinerisch klingt es allemal, was einem seiner Packer an einem heißen Tag auf die Frage ‚Willst Du Mineralwasser?‘ einfällt: ‚Nee danke, ick schwitz' schon so jenuch!‘“ (bei M. Küpper).

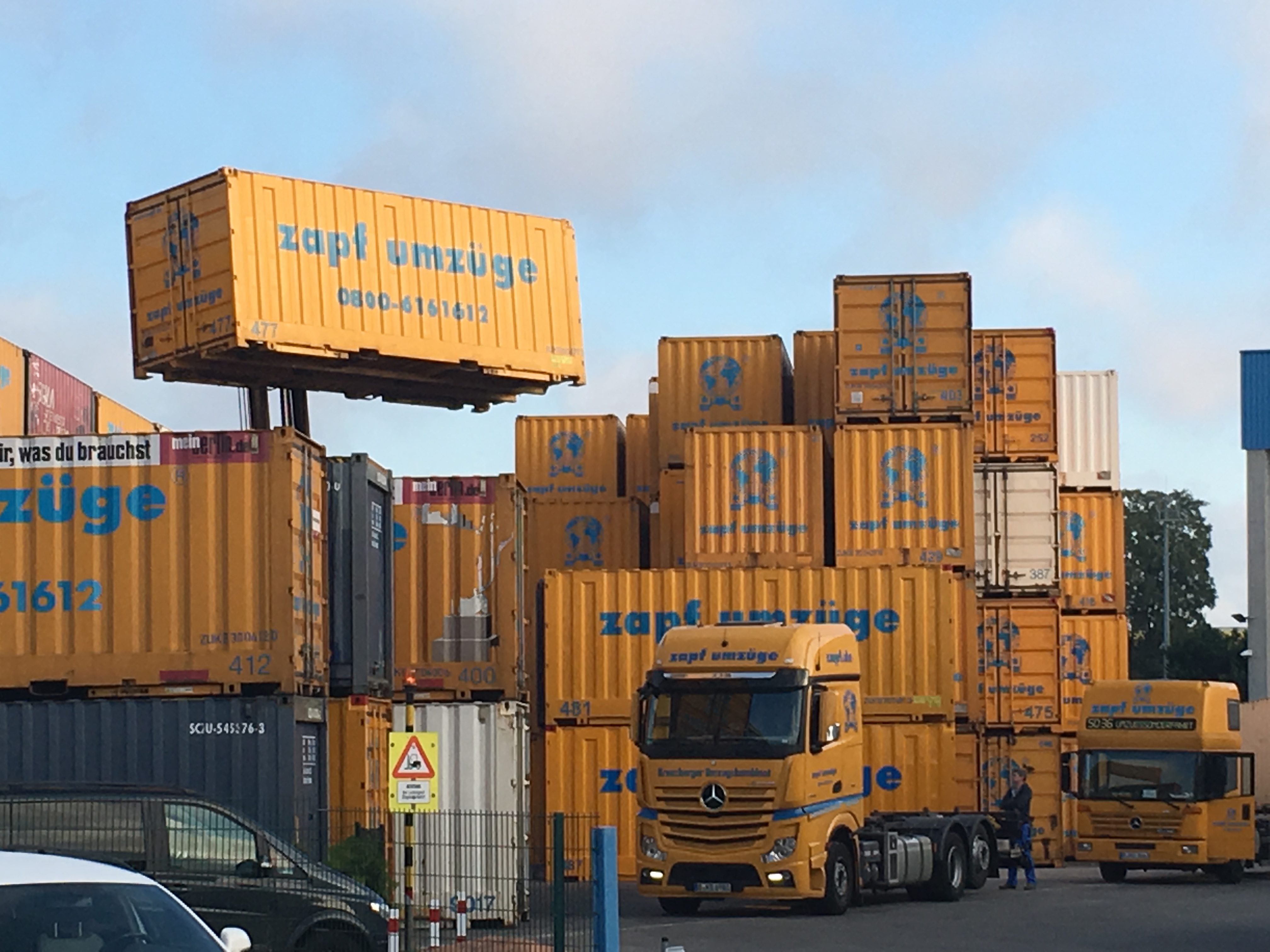
Ein Jahr nach dem Tod von Klaus Zapf zog seine Firma nach Neukölln

Einen Querschnitt durch seine Wesensart bietet ein Filmspaziergang mit einer jungen Autorin im Januar seines Todesjahres bei Eppingen (auf youtube).